# Лукоми
Лукоми, още Локом или Локум (на гръцки: Λουκόμι, Лукоми; катаревуса: Λουκούμιον, Лукумион), е село в Егейска Македония, Република Гърция, дем Горуша (Войо), област Западна Македония.

## География
Селото е разположено на 716 m надморска височина, в областта Населица на 7 km югозападно от град Неаполи (Ляпчища) и 2 km източно от Цотили.

## История

### В Османската империя
В списъка на селата в Сисанийската епархия от 1797 година селото е споменато като Локоми (Λοκώμι). В Завордската кондика също е село Локоми (Λοκόμι χωρίον).
Църквата „Свети Николай“ е построена в 1725 година, като гробищен храм на селото Койос (¨Κόγιος). В 1944 година е изгорена от германците и по-късно на нейно място е построена нова църква. От старата църква е запазен ктиторският надпис, вграден отвън над входа на параклиса.
В края на ХІХ век Локом е гръцко село в Населишка каза на Османската империя. Александър Синве („Les Grecs de l’Empire Ottoman. Etude Statistique et Ethnographique“) в 1878 година пише, че в Лаун (Laun), Сисанийска епархия, живеят 300 гърци.
Според Васил Кънчов в 1900 година в Локомъ (Локумъ) живеят 235 гърци християни.
На Етнографската карта на Битолския вилает на Картографския институт в София от 1901 година Локум е чисто турско село в казата Населица на Серфидженския санджак с 47 къщи.
Според статистика на Серфидженския санджак на гръцкото консулство в Еласона от 1904 година в Лукоми (Λουκόμι), Населишка каза, живеят 245 гърци елинофони християни.

### В Гърция
През Балканската война в 1912 година в селото влизат гръцки части и след Междусъюзническата в 1913 година Луком остава в Гърция. През 1913 година при първото преброяване от новата власт в него са регистрирани 235 жители.
Населението традиционно произвежда жито, картофи и други земеделски продукти, като се занимава и със скотовъдство.
Енорийската църква на селото е „Рождество Богородично“. Тя е построена в 1914 година на мястото на късносредновековен храм. На каменна плоча с релефен кръст пише: „1914 юни 18“. В 1944 година църквата е опожарена от окупационните войски. От старата църква са запазени пет икони, датирани 1809 - на Свети Николай, Свети Харалампий и три други. Сегашната църква е построена в 1952 година. Тържественото откриване на църквата е извършено от митрополит на Антоний Сисанийски и Сятищки на 13 септември 1975 година.
| Име     | Име      | Ново име | Ново име | Описание |
| ------- | -------- | -------- | -------- | -------- |
| Геризия | Γκερίζια | Неропиги | Νεροπηγή | река     |

| Година    | 1913 | 1920 | 1928 | 1940 | 1951 | 1961 | 1971 | 1981 | 1991 | 2001 | 2011 | 2021 |
| --------- | ---- | ---- | ---- | ---- | ---- | ---- | ---- | ---- | ---- | ---- | ---- | ---- |
| Население | 235  | 188  | 245  | 277  | 231  | 170  | 134  | 157  | 83   | 79   | 47   | 27   |